# Tokyo Gas Football Club 1993
Questa voce raccoglie le informazioni riguardanti il Tokyo Gas Football Club nelle competizioni ufficiali della stagione 1993.

## Stagione
Affidato alla guida tecnica di Toshiaki Imai, il Tokyo Gas confermò la posizione di classifica medio-bassa della stagione precedente, concludendo al settimo posto.

## Rosa
| N. |                     | Ruolo | Calciatore       |
| -- | ------------------- | ----- | ---------------- |
| 1  | Giappone (bandiera) | P     | Hirofumi Asano   |
| 2  | Giappone (bandiera) | D     | Kei Suzuki       |
| 3  | Giappone (bandiera) | D     | Katsumi Sasahara |
| 4  | Giappone (bandiera) | D     | Takeshi Kojima   |
| 5  | Giappone (bandiera) | D     | Hidetoshi Nodake |
| 6  | Giappone (bandiera) | D     | Shinichi Tanaka  |
| 7  | Giappone (bandiera) | C     | Naoki Okane      |
| 8  | Giappone (bandiera) | C     | Ryūji Fujiyama   |
| 9  | Brasile (bandiera)  | A     | Carvalho         |
| 10 | Brasile (bandiera)  | A     | Bandera          |
| 11 | Brasile (bandiera)  | A     | Amaral           |
| 14 | Giappone (bandiera) | C     | Tomohiro Harada  |
| 17 | Giappone (bandiera) | C     | Tsu Saito        |

| N. |                     | Ruolo | Calciatore       |
| -- | ------------------- | ----- | ---------------- |
| 18 | Giappone (bandiera) | C     | Hayato Okamoto   |
| 21 | Giappone (bandiera) | P     | Ryuji Kato       |
|    | Giappone (bandiera) | D     | Nobuki Kobayashi |
|    | Giappone (bandiera) | D     | Yasuhiro Ichiki  |
|    | Giappone (bandiera) | D     | Yuji Fukase      |
|    | Giappone (bandiera) | C     | Junichi Hattori  |
|    | Giappone (bandiera) | C     | Toshiki Koike    |
|    | Giappone (bandiera) | C     | Hiroyuki Uegama  |
|    | Giappone (bandiera) | C     | Shoichi Otani    |
|    | Giappone (bandiera) | C     | Koji Kataoka     |
|    | Giappone (bandiera) | A     | Shunsuke Ishizu  |
|    | Giappone (bandiera) | A     | Hiroaki Akamatsu |

## Statistiche

### Statistiche di squadra
| Competizione   | Totale | Totale | Totale | Totale | Totale | DR  |
| Competizione   | G      | V      | P      | Gf     | Gs     | DR  |
| -------------- | ------ | ------ | ------ | ------ | ------ | --- |
| JFL Division 1 | 18     | 7      | 11     | 20     | 31     | -11 |